# Anders Andersson (utförsåkare)
Anders Andersson, född 1968 i Sundsvall, är en svensk alpin skidåkare som tävlade för Sundsvalls SLK. Han har en 16:e plats i slalom från 1995 som bästa resultat i världscupen. Vid Världsmästerskapen i alpin skidsport 1996 placerade sig Andersson på 19:e plats i slalom.